# Jasionna (województwo mazowieckie)
Jasionna – wieś w Polsce, położona w województwie mazowieckim, w powiecie białobrzeskim, w gminie Białobrzegi.
Wieś szlachecka Jasiona położona była w drugiej połowie XVI wieku w powiecie wareckim ziemi czerskiej województwa mazowieckiego. W latach 1975–1998 miejscowość administracyjnie należała do województwa radomskiego.
Wieś jest sołectwem w gminie Białobrzegi. Według Narodowego Spisu Powszechnego z roku 2011 wieś liczyła 108 mieszkańców i była siódmą co do liczby ludności miejscowością gminy.
Jasionna jest siedzibą rzymskokatolickiej parafii Zwiastowania Najświętszej Maryi Panny. We wsi znajduje się zabytkowy kościół Zwiastowania NMP.
| SIMC    | Nazwa      | Rodzaj    |
| ------- | ---------- | --------- |
| 0614558 | Poduchowne | część wsi |
| 1053665 | Walerianów | część wsi |